# Saale-Orla-Kreis
Saale-Orla-Kreis är ett distrikt (Landkreis) i sydöstra delen av det tyska förbundslandet Thüringen.

## Administrativ indelning
I förvaltningsrättslig mening finns i modern tid ingen skillnad mellan begreppet Stadt (stad) gentemot Gemeinde (kommun). Följande kommuner och städer ligger i Saale-Orla-Kreis: 

### Städer
| - Bad Lobenstein - Gefell | - Hirschberg - Pößneck | - Saalburg-Ebersdorf - Schleiz | - Tanna - Wurzbach |

### Kommuner
| - Remptendorf | - Rosenthal am Rennsteig |  |  |

### Förvaltningsgemenskaper

#### Neustadt an der Orla
| - Kospoda | - Neustadt an der Orla |  |  |

#### Oppurg
| - Bodelwitz - Döbritz - Gertewitz - Grobengereuth | - Langenorla - Lausnitz - Nimritz | - Oberoppurg - Oppurg - Quaschwitz | - Solkwitz - Weira - Wernburg |

#### Ranis-Ziegenrück
| - Eßbach - Gössitz - Keila - Krölpa | - Moxa - Paska - Peuschen | - Ranis - Schmorda - Schöndorf | - Seisla - Wilhelmsdorf - Ziegenrück |

#### Seenplatte
| - Dittersdorf - Görkwitz - Göschitz | - Kirschkau - Löhma - Moßbach | - Neundorf (bei Schleiz) - Oettersdorf - Plothen | - Pörmitz - Tegau - Volkmannsdorf |

#### Triptis
| - Dreitzsch - Geroda - Lemnitz | - Miesitz - Mittelpöllnitz | - Rosendorf - Schmieritz | - Tömmelsdorf - Triptis (stad) |